# Ciencia ficción en la televisión
La ciencia ficción apareció primeramente en televisión durante la época de oro de la ciencia ficción, primero en Gran Bretaña y después en los Estados Unidos. Los efectos especiales y otras técnicas de producción permiten que los creadores presenten una imagen viviente de un mundo imaginario que no se limita a la realidad; esto hace de la televisión un medio excelente para la ciencia ficción, que a su vez contribuye a su popularidad de esta forma. 
Debido a su modo de presentación visual, la televisión emplea mucha menos exposición que los libros para explicar los apuntalamientos de la puesta de ficción. Como resultado, la definición y los límites del género son observados de una forma menos estricta que en los medios impresos. Como el costo de crear un programa de televisión es relativamente alto en comparación con el costo de escribir e imprimir libros, los programas de televisión están obligados a atraer a una audiencia mucho mayor que la ficción impresa. Algunos escritores y lectores creen que un efecto de mínimo común denominador le resta calidad de la ciencia ficción en televisión, en relación con los libros. 
Al debilitarse los límites del género, los guionistas y espectadores deben utilizar estándares más inclusivos que los autores y lectores, de tal modo que en muchos contextos se considera que la categoría de ciencia ficción en televisión incluye a todos los géneros especulativos, entre ellos el de fantasía y el de terror. En Gran Bretaña, a este grupo se le llama "tele fantasía". 
Los ejemplos más famosos y duraderos sobre trabajos en este campo son Doctor Who y Star Trek, aunque muchas otras series han atraído audiencias grandes y pequeñas durante décadas.

## Historia de la ciencia ficción en televisión por país

### Estados Unidos
La ciencia ficción ha sido un género popular entre los televidentes de los Estados Unidos casi desde su introducción. Este país ha producido muchos de los programas de ciencia ficción más populares del mundo, de los cuales, tal vez el programa de ciencia ficción más famoso de todos sea el icónico Star Trek y sus programas especiales, que comprenden la franquicia de Star Trek. 
El primero programa popular de ciencia ficción en la televisión americana fue la serie de aventuras para niños llamada Captain Video and His Video Rangers (El Capitán Vídeo y sus Vigilantes), que se transmitió entre junio de 1949 y abril de 1955.[1]. El propio intento de ABC de capitalizar el éxito del Capitán Video fue una versión en la pantalla chica de Buck Rogers en 1950. Otras series importantes de acción y aventuras espaciales de principios de la década de 1950 fueron Flash Gordon, Patrulla Espacial y Rod Brown de los Rocket Rangers. 
El Teatro de Ciencia Ficción fue una serie de antología que se transmitió de 1955 a 1957, seguida por The Twilight Zone en 1959 y The Outer Limits (Más allá del límite) en 1963.
Perdidos en el espacio, una ópera espacial que estuvo en antena de 1965 a 1968, se hizo muy popular entre la audiencia. Fue seguida por la influyente Star Trek, concebida por Gene Roddenberry y producida por Desilu Productions en el lote de la antigua RKO, que después fue adquirida por Paramount; y salió al aire por NBC. Cuando NBC intentó cancelar la serie a principios de 1968, el programa era tan popular entre los televidentes que la campaña organizada por Bjo Trimble exigió exitosamente su regreso, lo que redefinió la relación entre las redes de televisión y las audiencias. Sin embargo, la eventual cancelación de Star Trek llevó a una disminución del género de ciencia ficción en la televisión estadounidense.
Durante la década de 1970, La Guerra de las Galaxias (Star Wars) reavivó el interés en la ciencia ficción. Esto llevó a la producción de programas como Buck Rogers en el Siglo XXV y Battlestar Galactica (1978–80).
En 1983, V utilizó las alegorías de totalitarismo, propaganda, colaboración y resistencia empleadas durante la Guerra Fría y la Segunda Guerra Mundial. En 1987, el creciente interés de los fanes llevaron al desarrollo de la secuela de Star Trek llamada Star Trek: La Nueva Generación, que fue extremadamente exitosa y llevó a secuelas posteriores como Star Trek: Espacio Profundo Nueve, Star Trek: Voyager y finalmente Star Trek: Enterprise, que terminó en el 2005. 
En 1993, SeaQuest DSV exploró temas relacionados con el cuidado del medio ambiente. En el mismo año empezó Babylon 5, ubicado en un universo detallado y con una historia de varios niveles y enlaces múltiples. Aunque sus niveles de audiencia fueron débiles entre el público en general, Babylon 5 sentó una base sin precedentes en el mundo de la ciencia ficción, ya que levantó las limitaciones esperadas por las audiencias y provocó un notable aumento en la calidad de la ciencia ficción en televisión a fines de la década de 1990. El drama Quantum Leap, basado en viajes en el tiempo, utilizó programaciones contemporáneas en busca de una mayor audiencia. Expediente X (The X-Files) terminó con los temores de conspiración popular y la angustia generacional por encontrar un gran éxito comercial a fines de la década. 
A lo largo de los años, algunos programas de ciencia ficción creados con base en los dibujos animados han sido populares, como Mi Marciano Favorito, Mork del planeta Ork, La Tercera Roca del Sol (3rd Rock from the Sun), Eureka (serie) y la serie animada Futurama. 
A fines del siglo XX, los programas con elementos de fantasía y terror atrajeron grandes audiencias, notablemente en el caso de Buffy the Vampire Slayer y su secuela Angel (serie).
En el siglo XXI han aparecido programas con temas paranormales en las principales cadenas de televisión. Muchos programas populares en la televisión de Estados Unidos son producidos fuera de ese país, como Stargate SG-1 y Battlestar Galactica (Reimaginada) (series de televisión del 2004).
A partir del 2003 ha habido una fuerte disminución en la producción de este tipo de programas debido al interés que se ha generado con los llamados "reality shows" o telerrealidad, cuyos costos son mucho menores que los generados por los programas de ciencia ficción, aunque todavía en el 2004, la serie Battlestar Galactica (Reimaginada) atrajo una fuerte audiencia. 
En un principio, los programas de ciencia ficción en televisión normalmente se centraban alrededor de una premisa y los personajes se definían esencialmente sobre la base de lo que hacían o encontraban en el curso de sus aventuras. Sin embargo, la creciente tendencia hacia el drama en los personajes y los escenarios naturalistas han reemplazado el formato episódico de acción y aventuras que una vez caracterizó a la ciencia ficción de televisión. 
Los temas cósmicos, los escenarios exóticos, la terminología técnica y la "acción a dos puños" han sido desplazados en favor del contenido emocional y los temas contemporáneos. Asimismo, la audiencia demográfica para la ciencia ficción ha pasado de ser básicamente masculina a una significativa presencia femenina que demanda más elementos humanos y representaciones de personajes femeninos más fuertes. La ya citada Battlestar Galactica (Reimaginada) es uno de los ejemplos más notables de la aproximación naturalista hacia la ciencia ficción en televisión.

### Reino Unido
La primera pieza conocida de ciencia ficción en televisión en todo el mundo fue producida por la BBC el 11 de febrero de 1938. Fue una adaptación de 35 minutos de una parte de la obra R.U.R..[2]
En el verano de 1953, Nigel Kneale, guionista de la BBC, creó The Quatermass Experiment, lo que llevó a realizar las series Quatermass y adaptaciones fílmicas de Hammer. A diferencia de la práctica común en Estados Unidos, la ciencia ficción británica en televisión se basó principalmente en transmisiones en vivo hasta principios de la década de 1960, y después se basó principalmente en videos hasta la década de 1980.
En la década de 1960, la cadena de televisión independiente británica ITV, influida por el productor canadiense Sydney Newman, produjo las series Pathfinders In Space (1960) y su secuela Pathfinders to Venus (1961).
En 1961, la BBC produjo A de Andrómeda, acerca de una super computadora de inteligencia artificial creada con instrucciones recibidas por medio de una transmisión extraterrestre. 
En 1963, la BBC empezó a producción de la serie de ciencia ficción en televisión más larga de la historia: Doctor Who. Duró 26 temporadas al aire en su forma original y ha sido readaptada dos veces, entrenando a toda una generación de escritores, productores y actores.
Gerry Anderson fue astuto al hacer ciencia ficción para compañías independientes. Quería hacer series de acción en vivo, pero al no contar con el dinero necesario, utilizó marionetas. Sus programas de ciencia ficción como Thunderbirds, Capitán Escarlata y Stingray se volvieron exitosos y han seguido siendo reconocidos varios años después. Posteriormente, se le ha permitido desarrollar programas de acción en vivo como UFO, y después Espacio: 1999.
Los alumnos de Doctor Who se han movilizado para producir sus propios programas del género, como Doomwatch, Survivors, and Blake's 7.
En la década de 1970, ITV empezó a producir programas del género orientados hacia la juventud, como Timeslip (1970) y La Gente del Mañana, así como programas dirigidos a una audiencia más amplia, como el drama de viajeros en el tiempo Sapphire & Steel.
En la década de 1980, la BBC adaptó novelas como The Day of the Triffids, El Hombre Invisible y El Hijo de Vodyanoi (adaptado como El Hombre Pesadilla), Iniciando también una adaptación de las novelas de Las Montañas Blancas, bajo el nombre de Los Trípodes. El Límite de la Oscuridad (Edge of Darkness) de la BBC fue un éxito popular. Después, Star Cops estuvo al aire durante nueve episodios antes de ser cancelado, a pesar de la aprobación de los críticos. La BBC también transmitió series cómicas de ciencia ficción como ‘’The Hitchhiker's Guide to the Galaxy’’, de Douglas Adams y Red Dwarf. Doctor Who fue cancelado finalmente en 1989, aunque fue revivido como película de televisión en 1996, en un intento por iniciar una nueva serie, y en el 2005 como serie de televisión. 
En la década de 1990, Russell T Davies empezó a trabajar en el departamento de programación infantil de la BBC. Su primera serie de ciencia ficción fue Dark Season; dos años después escribió Century Falls. La BBC también produjo la serie de acción y aventuras llamada Bugs, y co-produjo Invasion: Earth junto con Sci-Fi Channel, de Estados Unidos. Davies finalmente logró revivir Doctor Who en 2005, con un poco de financiamiento de la Canadian Broadcasting Company. Desde entonces, el programa ha generado el surgimiento de dos series: Torchwood y The Sarah Jane Adventures.
Entre otros programas de ciencia ficción británicos en el siglo XXI se incluyen La Vida en Marte (Life on Mars), sobre viajes en el tiempo y transmitido por la BBC, además de La Undécima Hora (Eleventh Hour) y Primeval, por ITV.

### Canadá
La ciencia ficción en Canadá fue producida por la CBC en la década de 1950. Alrededor de veinte años después, CTV produjo The Starlost. En la década de 1980, los estudios de animación canadienses, entre ellos Nelvana, empezaron a producir una creciente proporción del mercado mundial de animaciones.
Para los años 90, Canadá se había convertido en un importante jugador en la ficción especulativa de acción en televisión al producir decenas de programas como Forever Knight, Robocop, y sobre todo, The X-Files y Stargate SG-1. Se realizaron muchos programas dirigidos al mercado de la audiencia infantil y adolescente, como Deepwater Black y MythQuest.
A principios del siglo XXI, los cambios en la legislación sobre impuestos en las provincias obligaron a muchas productoras a mudarse de Toronto a Vancouver. Entre los programas más populares que se han producido recientemente en Vancouver se encuentran The Dead Zone, Smallville, Andrómeda, Stargate Atlantis, The 4400, y la versión revisada de Battlestar Galactica.
Debido al reducido tamaño del mercado de televisión nacional, la mayoría de las producciones canadienses se realizan en sociedad con estudios de producción de Estados Unidos y de Europa. Sin embargo, los convenios de sociedades permiten que los inversionistas canadienses asuman una mayor parte del control de los proyectos producidos en Canadá y en otros países.

### Japón
Japón tiene una larga historia como productor de series de ciencia ficción para televisión. Sólo unas cuantas de estas series se transmiten fuera de Japón y, cuando se logra, tienden a ser fuertemente editadas. 

#### Ciencia ficción de acción
Tokusatsu (特撮), rodaje especial o SFX, como se conoce comúnmente, es un término que se usa para describir el género de ciencia ficción en televisión. 
En 1958, Gekkokamen (月光仮面) se convirtió en la primera serie de ciencia ficción en salir al aire. Tsuburaya Eiji, el productor de las películas de Godzilla, produjo Ultra Q en 1964 y Ultraman en 1966, utilizando estructuras de alambre y wireworks and firecrackers para los efectos especiales y actores disfrazados de extraterrestres y monstruos. En 1971, Ishimori Shotaro produjo Kamen Rider (仮面ライダー), con base en manga. Las series del héroe solitario tuvieron limitaciones comerciales entre la audiencia más joven, ya que era difícil imitarlas en sus juegos de grupo, así que las primeras series Sentai se produjeron en 1975, con base en un equipo secreto de batalla formado por cinco rangers.
Los dramas de TV que incluyen elementos de ciencia ficción son demasiados como para hacer una lista. Satorare (サトラレ) en el 2002 mostró a unos genios de la genética que se transmiten pensamientos telepáticamente.